# Dragomir Draganov
Dragomir Draganov (in bulgaro Драгомир Драганов?; Sofia, 24 febbraio 1965) è un chitarrista e compositore bulgaro, conosciuto per la sua militanza nello storico gruppo metal bulgaro Epizod, e anche per essere fondatore e proprietario della etichetta discografica Double D Music.

## Discografia

### Con Epizod
- 1992 - Pregate!...(Mолете се!...) – LP
- 1993 - Morto tra i morti (Мъртвец сред Мъртъвци) – LP
- 1999 - Rispetto (Респект) - LP
- 2002 - Il Dio Bulgaro (Българският Бог) – LP
- 2003 - È Giunto Il Tempo (Дошло е време) – LP
- 2004 - Canzoni D'Uomini (Мъжки песни) – LP
- 2004 - St.Patriarch Evtimii (Свети патриарх Евтимий) – LP
- 2005 - Le Nostre Radici (Нашите корени) – LP
- 2008 - Il Vecchio Soldato (Старият Войн) – LP

### Solista
- 2009 - Alter Ego – LP
- 2012 - Beyond the time – LP

### Con Dimmi Argus
- 2010 Black And White - EP

### Con Etalon
- 2013 Mai in ginocchio (Никога на колене) - LP

## Videografia
- 2004 - Live in NDK - DVD
- 2005 - St.Patriarch Evtimii (Свети патриарх Евтимий) - DVD
- 2008 - Il Vecchio Soldato (Старият Войн) - DVD